# Рожка
Рожка — река в России, протекает в Кильмезском и Малмыжском районах Кировской области. Устье реки находится в 185 км по левому берегу реки Вятки. Длина реки составляет 34 км (вместе с затоном Курья), площадь водосборного бассейна 215 км². В 11 км по правому берегу принимает реку Раёк.
Исток реки в лесах в 17 км к юго-западу от посёлка Кильмезь. В верхнем течении река течёт на юго-запад по ненаселённому лесу, в нижнем выходит на обширную заболоченную пойму Вятки, где принимает справа Раёк и поворачивает на юг. Впадает в длинный и вытянутый затон Вятки, известный как затон Курья, рядом с деревней Захватаево (Мелетское сельское поселение). Затон Курья имеет длину около 10 км, ширину в нижней части около 100 метров. Водный реестр России рассматривает затон Курья как часть Рожки и приводит длину реки с его учётом.

## Данные водного реестра
По данным государственного водного реестра России относится к Камскому бассейновому округу, водохозяйственный участок реки — Вятка от водомерного поста посёлка городского типа Аркуль до города Вятские Поляны, речной подбассейн реки — Вятка. Речной бассейн реки — Кама.
По данным геоинформационной системы водохозяйственного районирования территории РФ, подготовленной Федеральным агентством водных ресурсов:
- Код водного объекта в государственном водном реестре — 10010300512111100040012
- Код по гидрологической изученности (ГИ) — 111104001
- Код бассейна — 10.01.03.005
- Номер тома по ГИ — 11
- Выпуск по ГИ — 1